# Лоренц (национален парк)
Националният парк Лоренц (на индонезийски: Taman Nasional Lorentz) е разположен в провинция Папуа, Индонезия. Има площ 25 056 km2, което го прави най-големият национален парк в Югоизточна Азия. Създаден е през 1997 г., а през 1999 г. е обявен за обект на световното културно и природно наследство на ЮНЕСКО.
Лоренц е отличен пример за биоразнообразието на остров Нова Гвинея, като това е един от екологически най-разнообразните национални паркове в света. Това е единственият природен резерват в Океания, който съдържа пълни екосистеми във височина, включващи морски, мангрови, приливни, блатни, низинни, горски, планински, алпийски и ледникови. С височина 4884 метра, връх Джая е най-високата точка на острова. Това е един от общо три тропически региона в света, където се срещат ледници. В парка са разположени много некартографирани и неизучени райони и е сигурно, че включва много растителни и животински видове, които все още са непознати за науката.
Паркът е кръстен в чест на Хендрик Лоренц, холандски изследовател, който преминава през областта по време на експедицията си от 1909 – 1910 г. Управлението му се осъществява от град Уамена.

## Природа
Паркът има високи нива на ендемизъм и най-богатото биоразнообразие в региона. В него се срещат 123 вида бозайници, което е 80% от общата бозайническата фауна в провинцията. Бозайниците включват два вида еднопроходни – същинска ехидна и проехидна (която е и ендемит за Нова Гвинея). Тук се срещат и 45 местни вида птици, от които 9 са ендемични.
Геологията и релефът на Лоренц показват доказателства за историята на Земята. Разположена на границата между две сблъскващи се континентални плочи, областта има сложна геология с продължаващо планинообразуване, докато ледниците допълнително оформят терена. Голямата планинска верига е пряк продукт на сблъскването на Австралийската и Тихоокеанската тектонски плочи. Планинските райони показват всички класически географски черти на ледниците, включително езера и морени. В днешно време са останали пет малки ледника, които се топят бързо вследствие глобалното затопляне.

## Население
Областта на националния парк е населявана в продължение на повече от 25 000 години. Горите му обхващат земите на осем туземни етнически групи. Оценките на общото им население варира между 6300 и 10 000 души. Широко прието е, че стратегиите за опазване на парка трябва да взимат предвид и нуждите на тези народи. Културното разнообразие между тях също е една от целите за успех на парка.

## Екологични заплахи
Основни заплахи за биоразнообразието в Лоренц са дърводобивът, превръщането на горите в обработваеми земи, добивът на горива и полезни изкопаеми, незаконното пътно строителство и незаконната търговия на видове. Съществена заплаха представлява и глобалното затопляне. Все пак, към днешна дата цялостното състояние на парка е отлично, а въпросните дейности, представляващи заплаха, са сведени до минимум. Смята се, обаче, че те тепърва ще се материализират като заплахи в бъдеще.